# Triumph Motor Company

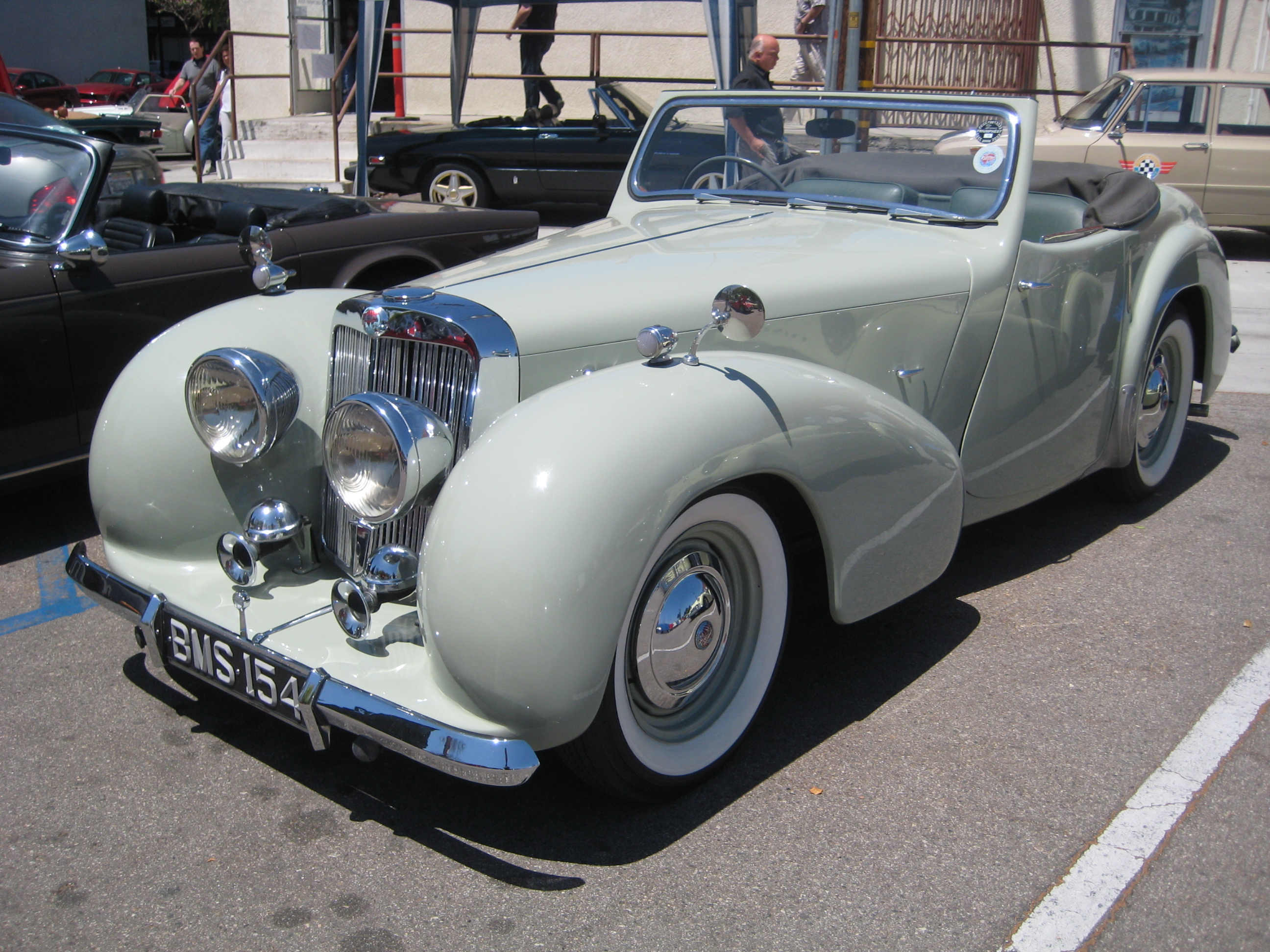
Triumph Roadster,1946

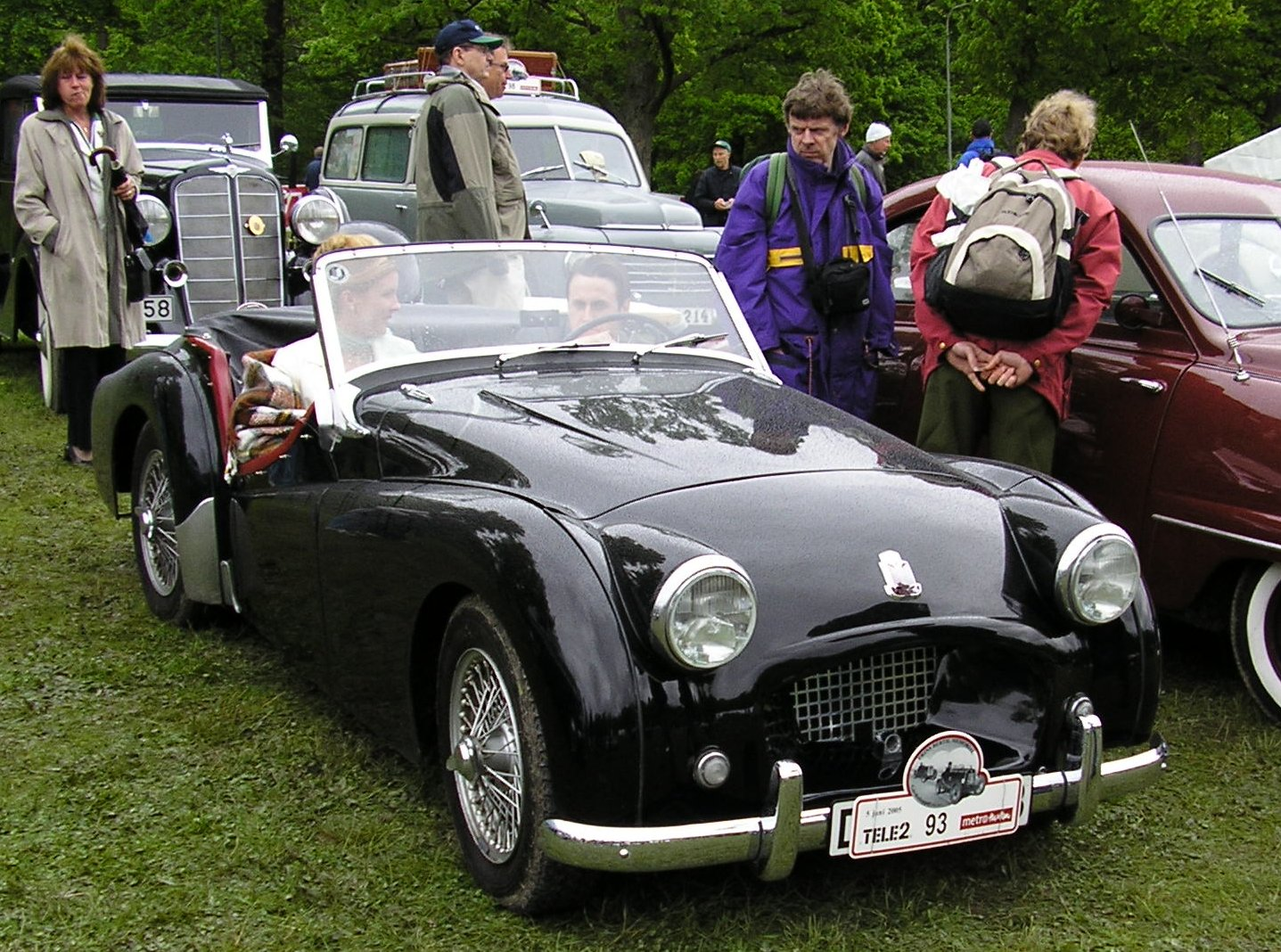
TR2

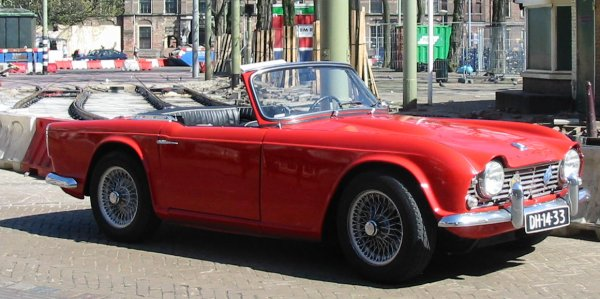
TR4

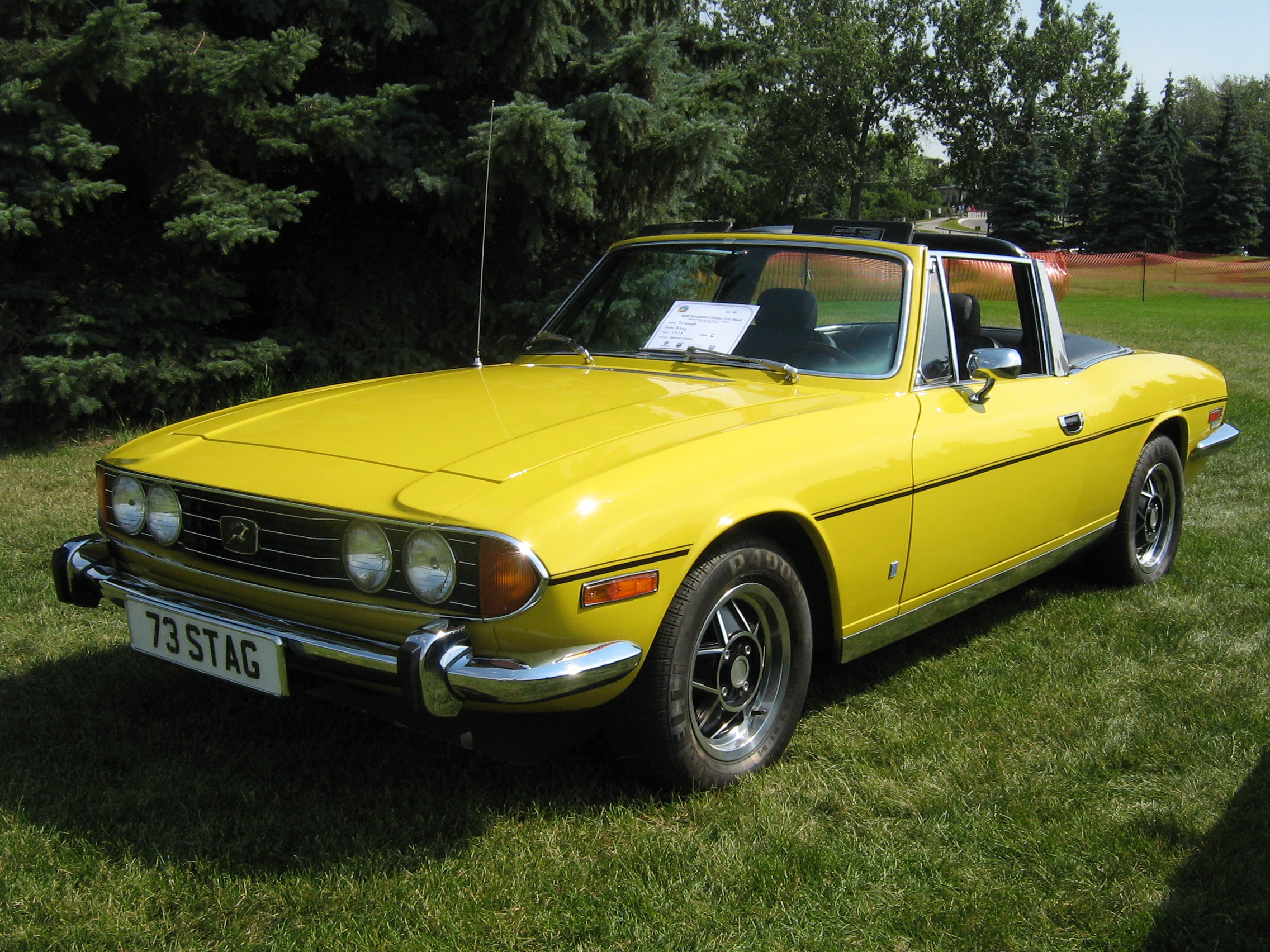
Triumph Stag

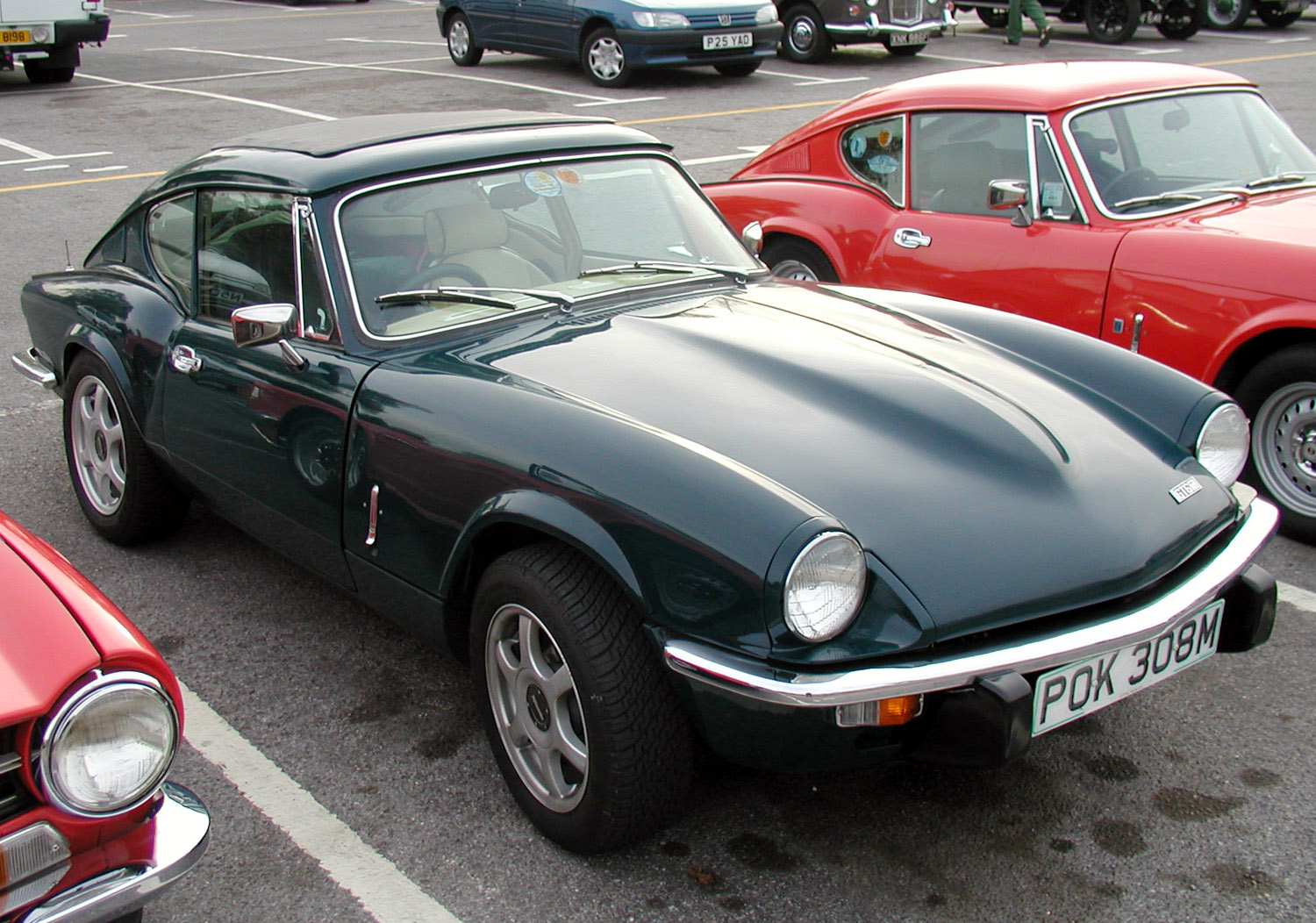
GT6 plus / Mark 2

Triumph is een voormalige autofabrikant die in 1897 werd opgericht door Siegfried Bettmann en Moritz Schulte. Zij maakten toen fietsen te Coventry in het toenmalige Verenigd Koninkrijk van Groot-Brittannië en Ierland. Sinds 1984 worden er geen auto's meer gemaakt van het Triumph merk, de merkrechten zijn sinds 1994 van BMW.

## Geschiedenis
In 1921 kocht Mauritz Johann Schulte, nadat hij was uitgekocht bij de Triumph fietsenfabriek, Dawson Car Company op en begon een 1.9 liter model te produceren dat Triumph Light Car heette. Tot aan De Grote Depressie in 1929 werden nog enkele andere modellen gemaakt.
Daarna viel de productie volledig stil.
In de jaren 30 werd de naam veranderd in Triumph Motor Company en in 1934 werd Donald Healey aangesteld als experimenteel directeur. Deze kocht een Alfa 2.3 en ontwikkelde daaruit de Alfa/Triumph Dolomite. Tevens werden de fiets- en motorfietsafdelingen verkocht in 1936 om het aparte bedrijf Triumph Engineering Company te worden. De nieuwe eigenaar was Jack Sangster, die ook het merk Ariel leidde.
In 1939 werd het bedrijf verkocht aan T.W. Ward die Healey aanstelde als algemeen directeur. Even later kwam de productie tot een gedwongen stilstand toen de Tweede Wereldoorlog uitbrak. In de loop van 1944 ging Triumph failliet.

### Na de Tweede Wereldoorlog
De restanten van Triumph werden verkocht aan Standard Motor Company dat er modellen bouwde onder de naam Standard Triumph. Later werd dat wederom Triumph.
In 1953 verscheen de TR2 op de markt. Een vooruitstrevende sportwagen die gevolgd werd door de succesvolle reeks TR3, TR4, TR5, TR6, TR7 en ten slotte de TR8. Een tweede lijn sportwagens werd gevormd door de Spitfires en de GT6.
Daarnaast werd er ook nog een luxe sportwagen gemaakt: De 8 cilinder Stag
Naast sportauto's werd er ook een reeks gezinsauto's gebouwd die bestond uit de modellen;
Herald, Vitesse en de 2500
In 1960 fuseerde Triumph met Leyland Motors. In de twee daaropvolgende decennia bouwde Triumph een reeks, in potentie, succesvolle wagens, waaronder de geavanceerde Triumph Dolomite Sprint die reeds in 1973 een 4 cilinder motor met 16 kleppen had. Helaas waren de Triumph's uit die tijd onbetrouwbaar door problemen met brandstofinjectie en lage bouw kwaliteit. Daardoor moest men de verkoop uiteindelijk staken.

### Het einde
Het laatste model van Triumph was de Acclaim uit 1981 die in een joint venture met het Japanse Honda werd gebouwd. In 1984 verdween de naam Triumph toen het model door de Rover 200 werd vervangen. Die Rover zelf was feitelijk een Honda Civic met het Rover-embleem.
BMW verkreeg de merknaam Triumph toen het in 1994 Rover opkocht. Toen Rover in 2005 weer verkocht werd aan het Phoenix Consortium, behield BMW de naam Triumph.